# Baris coerulescens
Baris coerulescens är en skalbaggsart som först beskrevs av Giovanni Antonio Scopoli 1763.  Baris coerulescens ingår i släktet Baris, och familjen vivlar. Arten har ej påträffats i Sverige.